# 1998 YY9
1998 YY9 är en asteroid i huvudbältet som upptäcktes den 25 december 1998 av de båda kroatiska astronomerna Korado Korlević och Mario Jurić vid Višnjan-observatoriet.
Asteroiden har en diameter på ungefär 4 kilometer.